# Верхньосілезький орел
Опо́льський оре́л (пол. orzeł opolski) або верхньосілезький орел (пол. orzeł górnośląski) — золотий орел на синьому щиті. Один із символів польської Сілезії (Верхньої Сілезії). Герб опольської гілки Сілезьких П'ястів, а згодом Опольського, Німодлинського, Стрілецького, Козельсько-Битомського, Ратиборського, Цешинського і Освенцимського князівств, а також Опольського і Сілезького воєводств Польщі. Різновид п'ястівського польського орла. Вперше зустрічається на печатці 1222 року, що належала опольському князю Казимирові I. Золота і синя барви герба відомі з XIV ст., ймовірно запозичені з французького королівського герба. Перше зображення опольського орла в золотій короні знаходимо на печатці Болька IV Старого від 1389 року. У ранньому новому часі, особливо у німецькій геральдиці, орла часто зображали із червоним озброєнням. Використовується в гербі Ополя та інших сілезьких міст.

## Галерея

### Печатки

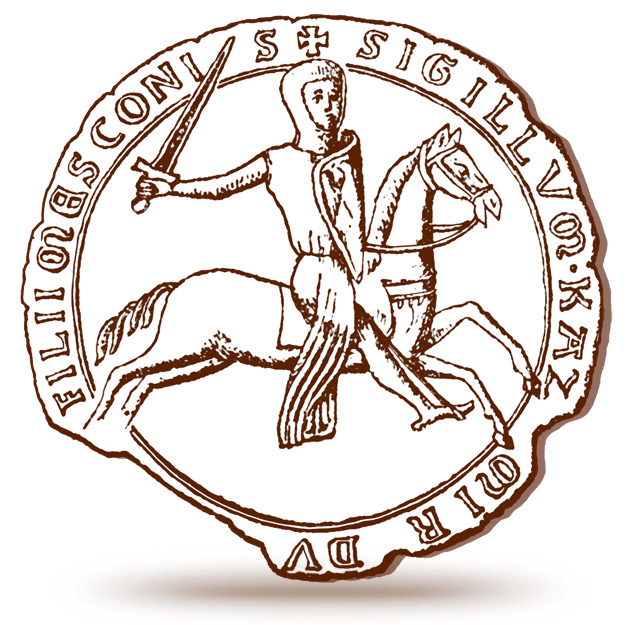
Печатка Казимира Опольського, 1226
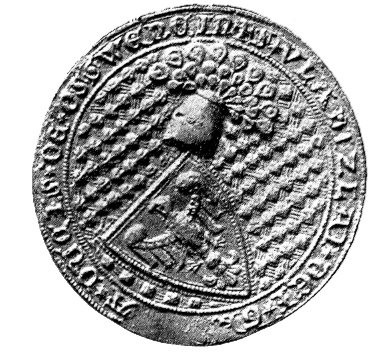
Печатка Володислава Освенцимського, 1317
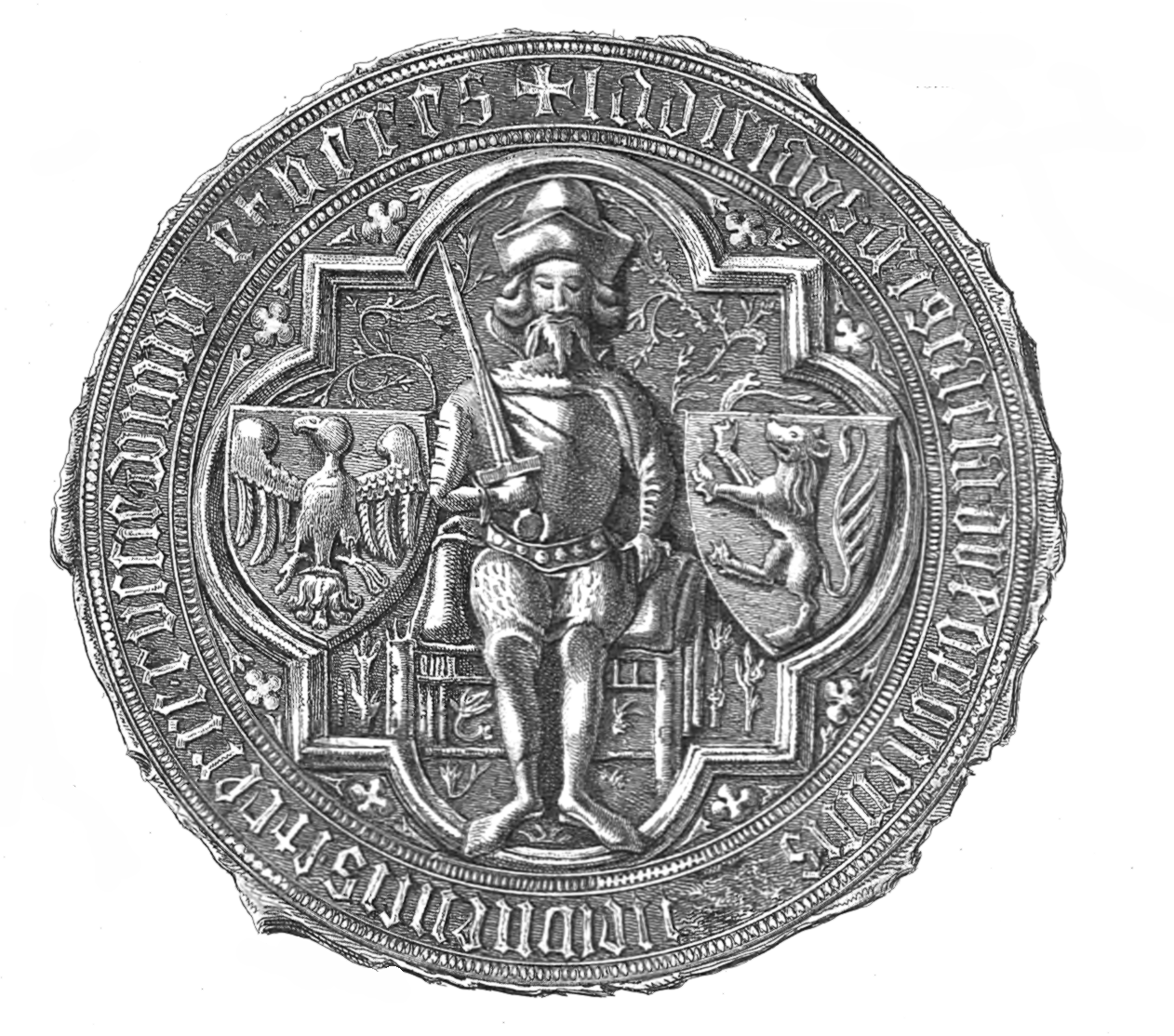
Печатка Володислава Опольського, 1379

### Князівства. Провінції

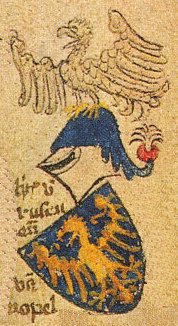
Опольське князівство
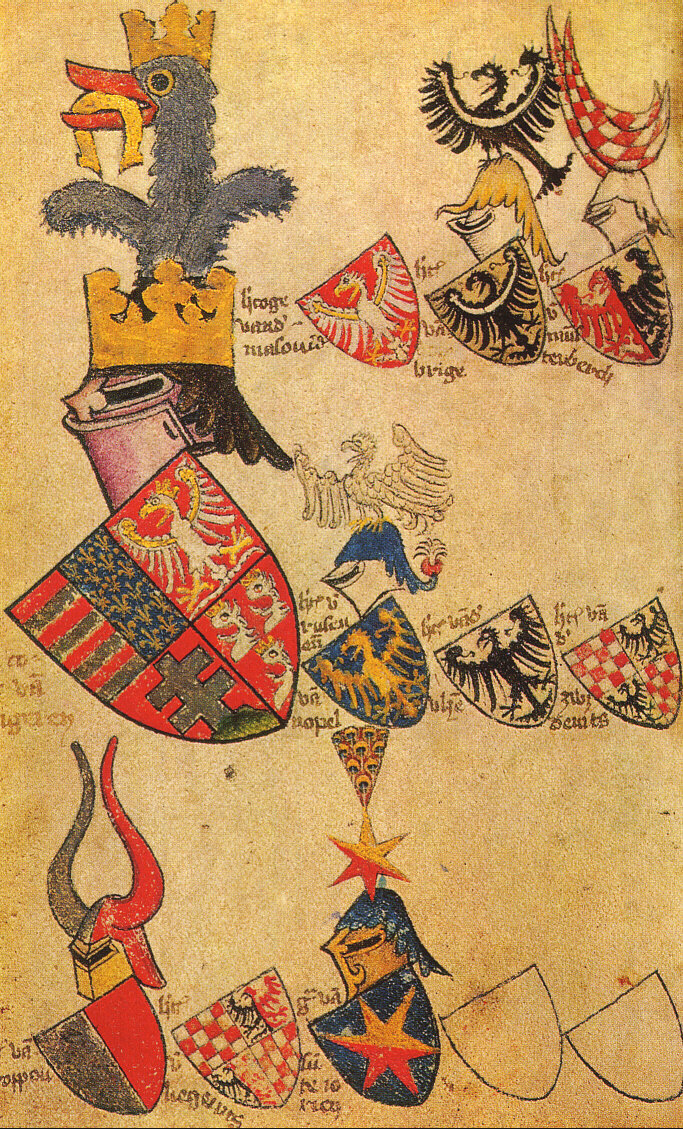
Опольське князівство
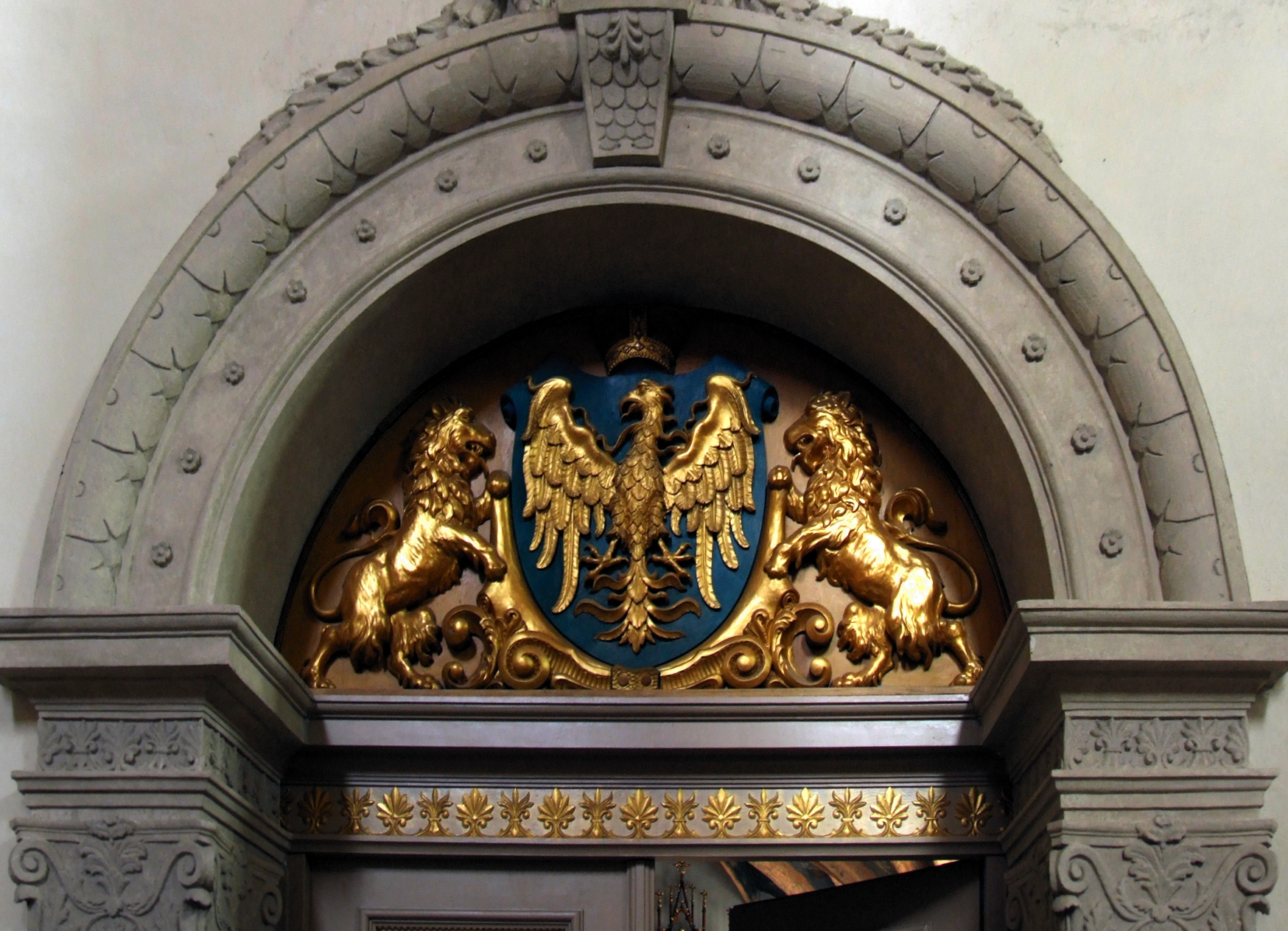
Опольське князівство
Ратиборське князівство
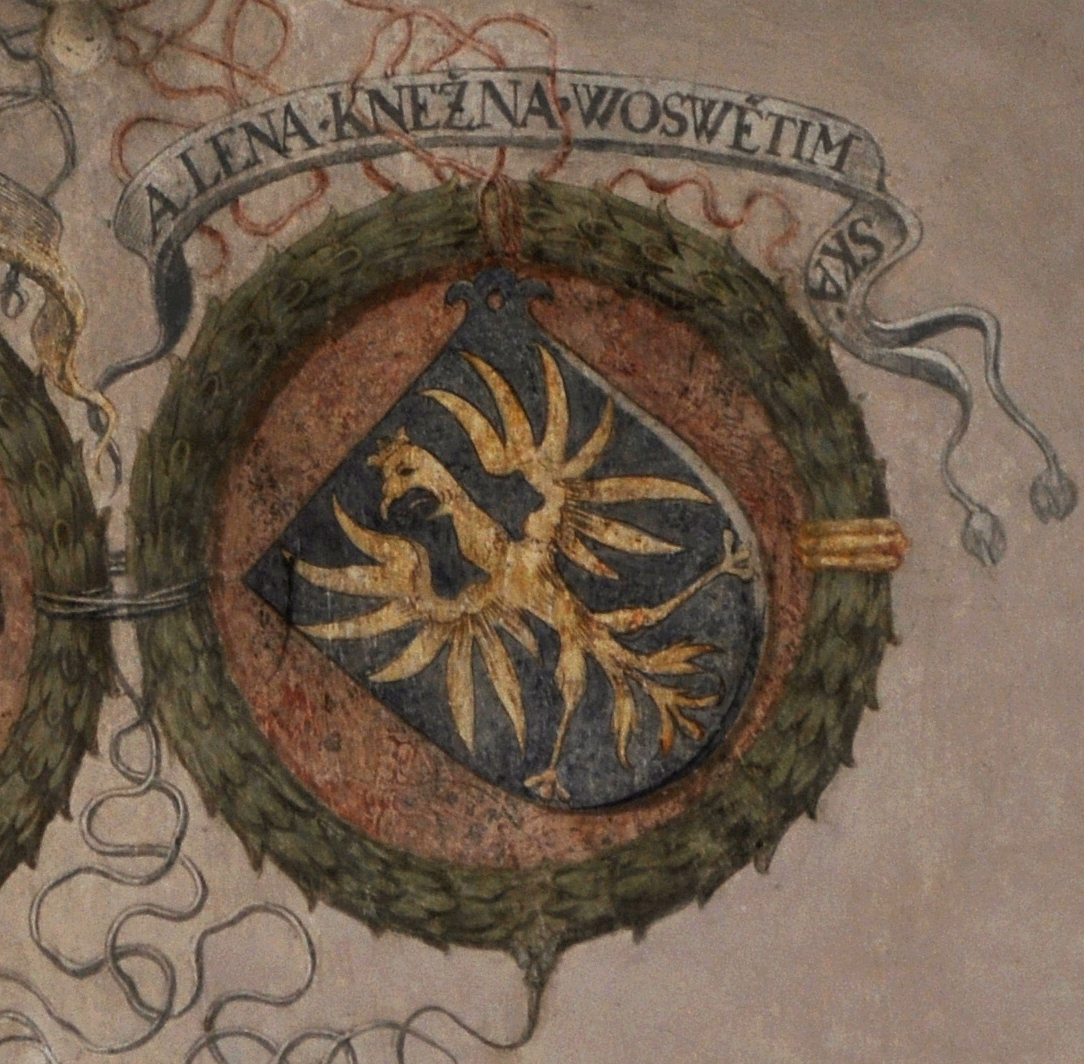
Освенцимське князівство
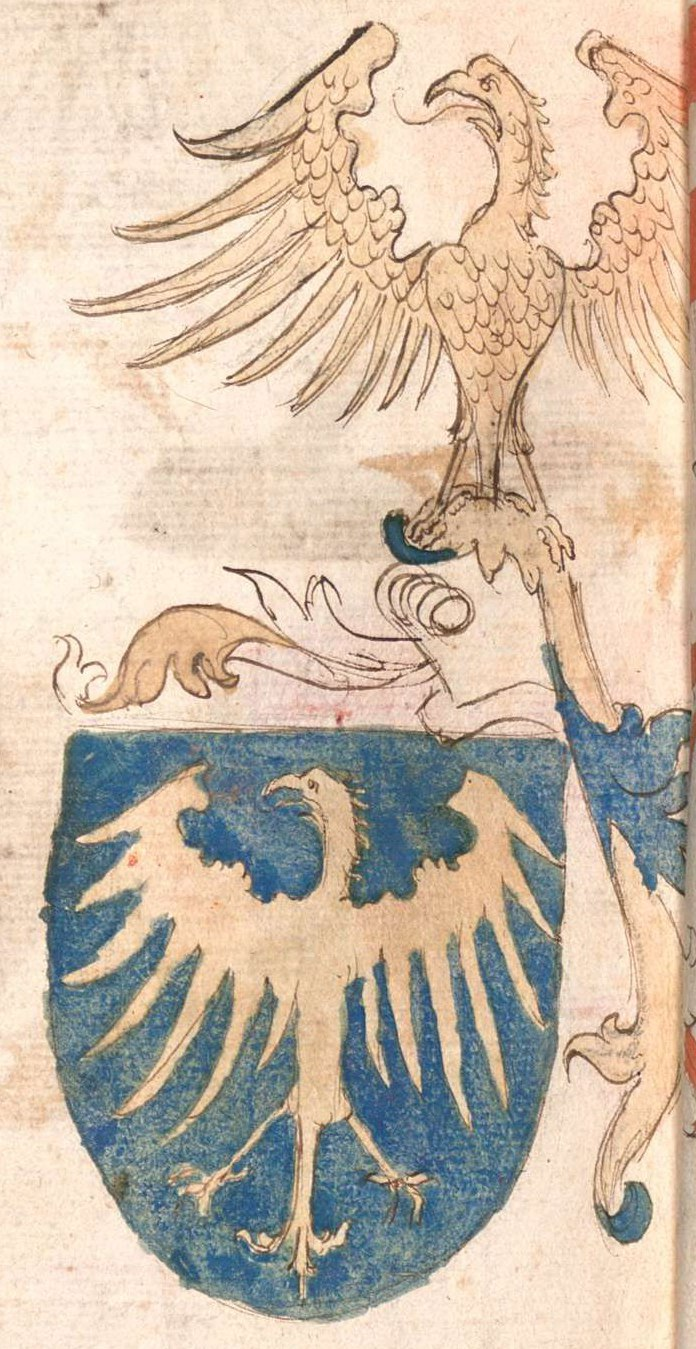
Цешинське князівство
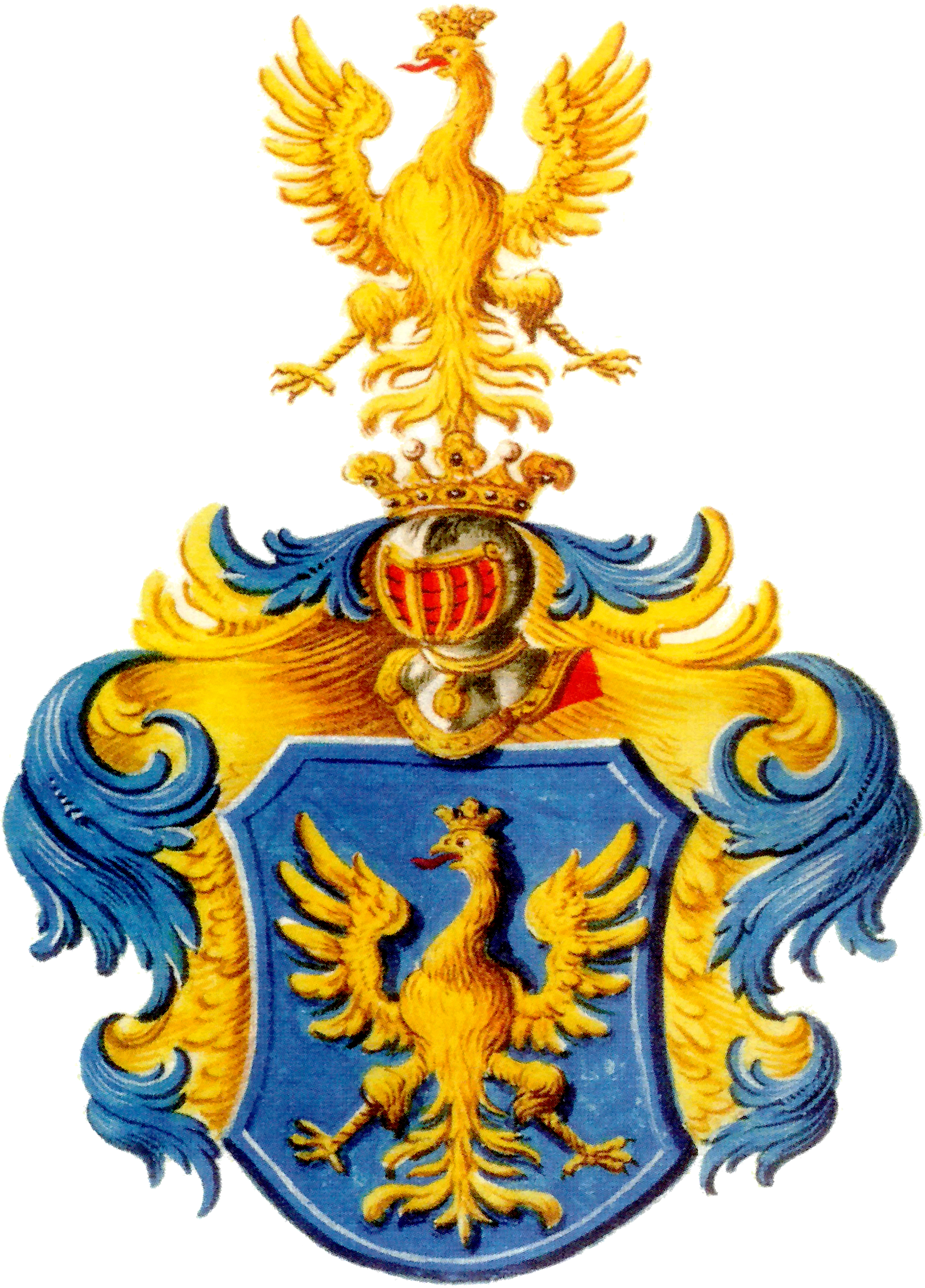
Цешинське князівство
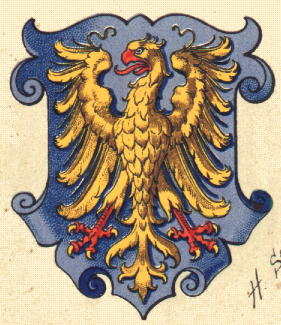
Цешинське князівство
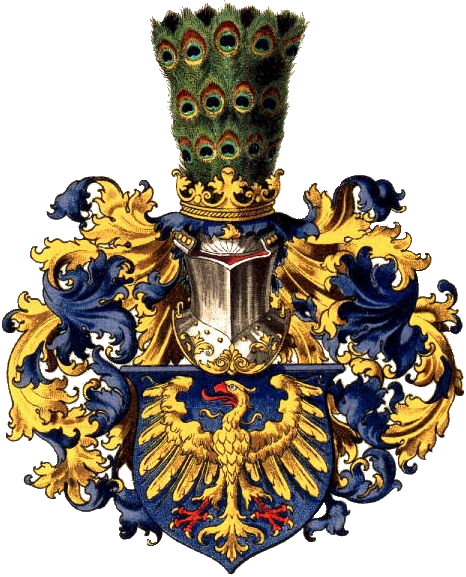
Верхня Сілезія
Ополе і Ратибор Чехословаччина
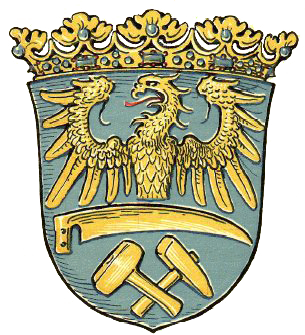
Верхня Сілезія Німеччина
Опольське воєводство Польща
Сілезьке воєводство Польща

### Міста

Добродзень
Карвіна
Крапковіце
Лесьниця
Олесно
Ополе
Петржвалд
Прудник
Стрільці-Опольські
Тржинець
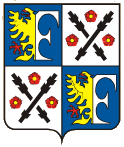
Фридек-Містек